# Aftermath (serial telewizyjny)
Aftermath  – kanadyjski serial fantasy wyprodukowany przez Bell Media, Universal Cable Productions oraz Halfire Entertainment, którego twórcami są William Laurini Glenn Davis. Serial był emitowany od 27 września 2016 roku do 20 grudnia 2016 roku przez Space.
13 stycznia 2017 roku stacja Space ogłosiła anulowanie serialu po jednym sezonie.

## Fabuła
Serial opowiada o rodzinie Copelandów, którzy muszą walczyć o przetrwanie, gdyż na Ziemi nastąpił apokaliptyczny koniec. Było to związane z ogromnymi trzęsieniami, uderzeniem meteorytów oraz pojawieniem się dziwnych nadprzyrodzonych istot, które przybyły na Ziemię.

## Obsada
- Anne Heche jako Karen Copeland[3]
- James Tupper jako Joshua Copeland[3]
- Levi Meaden jako Matt Copeland
- Julia Sarah Stone jako Dana Copeland
- Taylor Hickson jako Brianna Copeland

## Odcinki
| N/o | Tytuł                               | Reżyseria           | Scenariusz                   | Premiera             |
| --- | ----------------------------------- | ------------------- | ---------------------------- | -------------------- |
| 1   | RVL 6768                            | Jason Stone         | Glenn Davis, William Laurin  | 27 września 2016     |
| 2   | In Rats Alley                       | Jason Stone         | Philip Bedard, Larry Lalonde | 4 października 2016  |
| 3   | In Our Empty Rooms                  | Stefan Pleszczynski | Denis McGrath                | 11 października 2016 |
| 4   | Fever of the Bone                   | Stefan Pleszczynski | Adriana Maggs                | 18 października 2016 |
| 5   | A Clatter and a Chatter             | James Marshall      | Glenn Davis & William Laurin | 25 października 2016 |
| 6   | Madame Sosostris                    | James Marshall      | Philip Bedard, Larry Lalonde | 1 listopada 2016     |
| 7   | What the Thunder Said               | Kaare Andrews       | Sarah Larsen, Sean Alexander | 8 listopada 2016     |
| 8   | Here Is No Water but Only Rock      | Kaare Andrews       | Denis McGrath                | 15 listopada 2016    |
| 9   | The Barbarous King                  | April Mullen        | Adriana Maggs                | 22 listopada 2016    |
| 10  | Hieronymo's Mad Againe              | April Mullen        | Vince Shiao                  | 29 listopada 2016    |
| 11  | Where the Dead Men Lost Their Bones | Leslie Hope         | Glenn Davis, William Lauren  | 6 grudnia 2016       |
| 12  | Now That We Talk of Dying           | Leslie Hope         | Philip Bedard, Larry Lalonde | 13 grudnia 2016      |
| 13  | Whispers of Immortality             | Mike Rohl           | Glenn Davis, William Laurin  | 20 grudnia 2016      |

## Produkcja
4 marca 2016 roku Space zamówiła pierwszy sezon serialu. 6 maja 2016 roku ogłoszono, że główne role w "Aftermath" zagrają Anne Heche i James Tupper.